# 88-я стрелковая дивизия (2-го формирования)
88-я стрелковая Витебская Краснознамённая орденов Суворова и Кутузова дивизия — воинское соединение Вооружённых Сил СССР в Великой Отечественной войне.

## История

### Формирование (29 апреля 1942 — весна 1942)
Осенью 1941 года в Алма-Ате была сформирована 39-я стрелковая бригада. В составе войск Московской зоны обороны (МЗО) бригада защищала столицу, а во время Торопецко-Холмской операции (январь-февраль 1942 года) с боями прошла от озера Селигер до смоленского города Велиж. В апреле-мае 1942 года в районе г.Кимры (ст. Савёлово) бригада была переформирована в 88-ю стрелковую дивизию 2-го формирования. В неё вступило много молодёжи г. Кимры, Калинина и близлежащих районов. 2 мая 1942 г. в дивизию были направлены 66 курсантов из Московского пехотного училища имени Верховного Совета РСФСР. Большинству из них после учёбы было присвоено звание сержанта. По окончании формирования 8 июля, в дивизию прибыл маршал Советского Союза Климент Ефремович Ворошилов. В районе ручья Кофтырь он провёл смотр боевой готовности дивизии, беседовал с солдатами и офицерами, в ряде подразделений состоялись митинги, на которых, стоя на столе, Климент Ефремович рассказал о положении на фронтах и пожелал боевых успехов. 9 июля 1942 года дивизия отправилась железнодорожными эшелонами по маршруту Савёлово, Киреевск (Тульская обл.), Манаенки (Тульская обл.), Сухиничи (Калужская обл.), Шаховская (Волоколамский район, Московской обл.), продолжая пополняться, и к 1 августа сменила одну из дивизий 31-й армии Западного фронта на участке с. Иваньково, пос. Погорелое Городище.

### Ржевско-Сычёвская наступательная операция(30.07.1942 — 23.08.1942)
Дивизия участвовала в прорыве долговременной оборонительной «линии Штрауса» (генерал-полковник Адольф Штраус командовал 9-й армией. 16.01.1942 заменён генералом Вальтером Моделем и уволен в отставку) в ходе «первого успешного наступления советских войск в летних условиях». 04.08.1942 после артиллерийской и авиационной подготовки, 88-я стрелковая дивизия, обеспечивая стык с 20-й армией, совместно с 212-й танковой бригадой, форсировала реку Держа (район с. Носово) и овладела селом Фёдоровское (лесом юго-восточнее Ровное), к 18 часам прорвав две оборонительные позиции врага. Её 426-й стрелковый полк одним из первых прорвал сильно укреплённую позицию противника, нанеся ему большие потери в живой силе и технике. Отражая многочисленные контратаки, бронебойщики полка уничтожили 17 вражеских танков. Преодолев тактическую глубину обороны противника соединения дивизии продолжали выполнять поставленные им задачи. К утру 6-го августа 88-я стрелковая дивизия вышла на рубеж Замошье, Малыгино, продвинувшись с начала операции на 20 километров; противник перед её фронтом постепенно отходил. К 20 часам 6 августа при поддержке передовых частей 100 тбр 6 тк дивизия овладела н.п. Кошелево. В течение последующего наступления и ожесточённых боёв с противником, дивизия форсировала реку Вазуза и переправилась через реку Осуга, заняв рубеж обороны западнее (Сковорухино — Лучково). Несмотря на завершение операции, наступательно-оборонительные боевые действия не прекращались. 7 сентября, когда дивизия вела бои в калининских краях, К. Е. Ворошилов телеграфировал 88-й дивизии телеграмму поздравляя с первыми успехами:

«Бойцам, командирам и политработникам 88-й стрелковой дивизии. С радостью узнал из вашего письма, что вы с честью дерётесь и здорово лупите фашистских собак. Беспощадно бить и гнать с нашей земли немецко-фашистских захватчиков, ведь это должно доставлять неизъяснимое наслаждение. Наслаждайтесь же, дорогие товарищи, вовсю и впредь. Бейте эту погань так, чтобы от неё и следа не осталось на нашей святой советской земле. Поздравляю вас с первыми успехами, желаю вам новых побед. 

Радуюсь и душой всегда с вами. 

Ваш К. Ворошилов».

### Ржевско-Сычёвская наступательная операция(Операция «Марс», 25.11.1942 — 20.12.1942)
На протяжении осени и зимы в ходе операции дивизия вела позиционные бои с противником, удерживая занятые в ходе предыдущей наступательной операции тет-де-понты на реках Вазуза и Осуга. Дивизии противостояла немецкая 102-я пехотная дивизия. Очередное наступление на Ржево-Сычевском выступе для 88-й дивизии обернулось двумя днями напряжённых наступательных боёв, в ходе которых продвижение было незначительно. Противник ожесточённо сопротивлялся. В силу того, что 20-я армия с её ударной группой, не смогла выполнить поставленную задачу, наступление на участке дивизии застопорилось и приобрело позиционный характер.
В подразделениях обобщался боевой опыт, совершенствовалась выучка.
Широко развернулось снайперское движение. Во время слёта снайперов Западного фронта в феврале 1943 года премьер-министр МНР маршал Х. Чойбайлсан вручил ордена Монгольской Народной Республики снайперам 611-го полка А. Вавилову и Г. Секерину. К тому времени Вавилов истребил 86 фашистов, и бойцы говорили о нём: «Вавилов бьёт — у фашистов похороны!». На слёте присутствовал командующий фронтом генерал армии Г. К. Жуков. Он подарил Секерину новую снайперскую винтовку. С начала войны он истреблял фашистских захватчиков как рядовой снайпер. Потом стал офицером и возглавил школу снайперов, учил метко стрелять, выходил с ними «на охоту». К февралю 1943 года на его личном счету было уже 164 гитлеровца. Из школы вышли такие известные на фронте снайперы, как старший сержант Н. С. Шумилин, уничтоживший 83 фашиста и подготовивший 56 снайперов, П. Тюркин, А. Костин, М. Кравцов, К. Ташмалов и другие. Грудь Секерина украшали ордена Красной Звезды, Отечественной войны I степени и медали, а также орден МНР.

### Ржевско-Вяземская наступательная операция(02.1943 — 31.03.1943)
6 февраля немецко-фашистское командование приняло решение о выводе своих войск из Ржевско-Вяземского выступа (операция «Бюффель»). Получив сведения о подготовке противника к отходу, 2 марта 1943 года дивизия вместе с соседями начала наступление. Первой целью стал участок железной дороги западнее Ржева от станции Папино до разъезда Мелехово. По приказу командующего 31-й армии генерала В. А. Глуздовского необходимо было попытаться отрезать гитлеровцам пути отхода из Ржева. Затем вместе с другими частями армии был осуществлён манёвр с изменением направления действий с северо-западного на юго-западное в сторону Сычёвки и Дорогобужа. Развивая достигнутый армией, в результате этого манёвра успех, 88-я сд и 42-я гвсд 18 марта овладели районным центром Издешково и вместе с 118-й сд и 30 гвсд вышли на восточный берег Днепра. В ходе преследования противника 88-я дивизия прошла с боями 160 км, участвовала в освобождении ст. Осуга, г. Сычёвка и десятков сёл и деревень. На достигнутом к концу операции хорошо укреплённом противником рубеже («линия быка» — наиболее укреплённая часть «Восточного вала») у селений Княжино, Воротыново, Бараново (в районе города Сафоново Смоленской обл.), перекрывая шоссе Минск-Москва, дивизия оборонялась до начала Смоленской наступательной операции.

### Смоленская стратегическая наступательная операция(Операция «Суворов») (7.08.1943 — 2.10.1943)
2 августа 1943 года, в ходе подготовки к новому наступлению, дивизия сдала свой участок другому соединению и совершила марш с левого на правое крыло армии, в район с. Капыревщина. 8 августа, начав наступление на своём участке, преодолевая оборонительные рубежи противника, дивизия ведёт наступление в район деревень Яново и Рыбки на р. Ведоса. Отразив ряд вражеских контратак и истребив немало фашистов, бойцы дивизии сами понесли значительные потери и 9 августа продолжали вести бои в районе д. Рыбки совместно с другими частями 31-й армии. В этот день смертью храбрых пал командир дивизии полковник А. Ф. Болотов, командовавший ею с апреля 1942 года. Среди личного состава комдив пользовался непререкаемым авторитетом и любовью. Часто бывая на переднем крае обороны в частях, он знал многих ветеранов не просто в лицо, а величал их по имени и отчеству. Дивизия, под командованием полковника Болотова, выпускника Академии им. Фрунзе 1938 года, выделялась высокой боеспособностью. Перед началом наступления в её составе уже было 3750 воинов, награждённых орденами и медалями. Весть о гибели этого командира быстро облетела все войска армии и глубокой болью отозвалась в сердцах воинов.
"Близ ныне несуществующей деревни Гаврилово при освобождении рыбковской земли пали смертью храбрых два офицера советской армии — командир 88-й стрелковой дивизии Болотов Андрей Филлипович и капитан этой дивизии Чагин Владислав Анатольевич. Наша армия перешла в наступление, закрепив свои позиции в рыбковских лесах, неся большие потери. Командир дивизии Болотов и капитан Чагин выбрали высоту и установили, на ней наблюдательный пункт, чтобы оттуда можно было лучше управлять боем.
— Владислав Чагин был у меня помощником в тот момент, — начинает свой рассказ майор Гардер. — ещё в ноябре 1942 года, когда я подбирал себе помощника, я встретился с Чагиным. И скажу сразу, мне понравился его энергичный вид, расторопность, культура в штатной работе. Я ему предложил, он согласился, и стал работать в моём отделении — в штабе 88-й стрелковой дивизии. Мы с ним проработали, вплоть до этого трагического случая. Я не имел к нему никаких претензий. Он работал честно и добросовестно, неоднократно во всех наступательных операциях выполнял вполне ответственно поручения старших командиров, как подобает советскому офицеру. В августе наша дивизия вновь перешла в наступление и погнала оккупантов на запад. Ломая сопротивление врага, бойцы и офицеры уверенно продвигались вперёд. Немцы предпринимали частые контратаки. Бросали вперёд авиацию, танки и самоходные пушки. Завязались тяжёлые, кровавые бои на подступах к деревни Рыбки.
Командир дивизии Болотов взял с собой Чагина и ушёл на наблюдательный пункт, чтобы оттуда всё видеть и лично самому управлять боем.
Капитан Чагин должен был ему помогать, передовая приказы комдива по радио и телефону.
К обеду 9 августа наши полки продвинулись вперёд. Капитан Чагин по телефону предупредил меня о том, что командир дивизии идёт вперёд и что он идёт вместе с ним.
Через некоторое время связь с ним опять была восстановлена. Как выяснилось, они находились на новом месте, на высоте, откуда было видно всё как на ладони.
Через некоторое время Чагин передал мне, что видит 15 танков противника, которые двигаются к высоте как раз той, где они находились в тот момент.
В дальнейшем я слышал его команды, которые он передавал от имени командира дивизии к нашим артиллеристам. Потом он передал мне, что немецкие танки начинают разворачиваться в боевой порядок, и начинают вести сильный огонь по высоте, где они располагаются. Спустя пару минут танки противника пошли в атаку на эту высоту. Помню как Чагин в перерывах между командами, передаваемыми артиллеристам, несколько раз сообщал мне, шутя, что у него и у комдива в ушах и за воротником полно земли, что они уже хорошо все засыпаны землёю.
Эта была работа немецких снарядов, которые рвались вблизи высоты, на которой находились Болотов и Чагин. Но, несмотря на это оба они не ушли со своего пункта наблюдения и продолжали вести борьбу с танками.
Вызванный капитаном Чагиным артиллерийский огонь, остановил атаку танков.
Три танки неприятеля были подбиты и уже горели на подступах к высоте, остальные остановились и открыли интенсивный огонь по наблюдательному пункту, где находились два офицера.
Было предложено им сменить пункт и перейти на другое место, но они остались на месте, так как эта позиция была наиболее выгодна для нанесения контратак по противнику.
При очередном разговоре с капитаном Чагиным внезапно прервалась связь. Я долго вызывал по телефону Владислава, но все попытки были тщетны.
Связь не работала. Через некоторое время с одного из наблюдательного пункта соседнего полка мне
позвонили, что во время прямого попадания снаряда убиты командир дивизии Болотов Андрей Филлипович и капитан Чагин Владислав Анатольевич. Мы все кто остался жив после войны, и кто погиб тогда за рыбковские высоты помним этих двух офицеров, как храбрых, честных и преданных своей Родине погибших на своём боевом посту.
Хочется добавить, что многие советские воины тогда не вернулись из этого боя. После небольшого затишья, полковника Болотова А. Ф. похоронили в Вязьме. Но, к сожалению больше сведений, о нём нет.
О Владиславе Чагине известно, что он родился в 1918 году в городе Белозерске. Когда началась война, Владислав учился на четвёртом курсе Ленинградского университета физико-математического факультета.
В августе 1941 года был призван в советскую армию, прошёл ускоренный курс в Куйбышевском военном артиллерийском училище. Был единственным сыном в семье.
У деревни Гаврилово была могила Чагина, его сразу же похоронили там однополчане после боя 9 августа 1943 года, за которой ухаживали долгое время жители деревни.
В 1954 году останки капитана Чагина В. А. были перезахоронены в городе Сафоново.
О напряжённости боёв в первых числах августа свидетельствует подвиг, отмеченный орденами, подполковника Люлькова Г. Ф. и капитана Соломина А. В., которые 10 августа оказались в окружении противника и, вызвав артогонь на себя, уничтожили его.
В последующие дни бои то затихали, то возобновлялись с новой силой. Удалось лишь вклиниться в главную полосу вражеской обороны на 4-6 километров и закрепиться на достигнутых рубежах, отражая многочисленные контратаки противника ведущего на этом участке фронта жёсткую оборону. 20 августа командование приостановило наступление войск Калининского и Западного фронта, чтобы провести более основательную подготовку удара по противнику. В ночь на 23 августа дивизия, в ходе перегруппировки, передала свой участок другому соединению и возвратилась в район г. Сафоново.
Новое наступление началось 30 августа (Ельнинско-Дорогобужская операция 28 августа — 6 сентября 1943). И снова разгорелись кровопролитные бои. 31 августа гитлеровцы начали отвод войск, понёсших большие потери. К утру 31 августа по предложению начальника штаба армии генерала М. И. Щедрина командир 45-го корпуса генерал С. Г. Поплавский сформировал в 251-й и 88-й дивизиях подвижные передовые отряды и двинул их в неотступное преследование противника. В скоротечных боях отряды смело и решительно сбивали вражеские арьергарды с промежуточных рубежей, расчищая путь главным силам. На рассвете под прикрытием огня артиллерии они ворвались в оборону фашистов на западном берегу реки Вопец. Для противника это оказалось полной неожиданностью. Вслед за передовыми отрядами реку форсировали главные силы дивизии, захватив несколько населённых пунктов. Жаркие бои разыгрались у каждого населённого пункта, у каждого выгодного в тактическом отношении рубежа. У деревни Сельцо две пехотные роты противника встретили стрелковый батальон 611-го полка массированным огнём. Командир батальона направил одну роту в обход деревни. Удар с тыла оказался для противника неожиданным. Оставив на поле боя 30 трупов, они поспешно отошли в северо-западном направлении. К концу дня дивизия занимала рубеж в районе Кряжево южнее Сафоново. Медленное продвижение вперёд продолжалось. Ожесточённый бой разгорелся у совхоза Засижье на берегу Днепра. Немецкое командование усилило остатки подразделений 337-й пехотной дивизии, оборонявшейся в этом районе, подразделениями 18-й моторизованной дивизии. Атака совхоза началась ночью. Преодолев проволочное заграждение, воины 611-го сп стремительной атакой выбили противника из укреплений. Но тут же вражеская пехота с двух направлений бросилась в контратаку. Отбив её, батальоны 611-го полка и подоспевшего сюда 426-го полка ворвались в совхоз. Когда совхоз был полностью освобождён, среди развалин построек бойцы насчитали более 200 вражеских трупов. Продолжая наступление части дивизии освободили в этот день ещё несколько населённых пунктов. Восточнее Ярцево фашистам всё же удалось закрепиться на некоторое время на втором рубеже обороны. С 6 до 15 сентября войска армии приостановили наступление, подготавливая новый прорыв. 88-я дивизия в составе 45-го стрелкового корпуса по приказу командующим фронтом готовилась к переходу в 68-ю армию генерала Е. П. Журавлёва, куда и была передана 18-20 сентября. В ходе Смоленской стратегической наступательной операции дивизия освободила десятки сёл и деревень Сафоновского, Ярцевского и Рудневского районов Смоленской области.
2 октября 1943 года Смоленская наступательная операция была завершена. В эти дни развернулась битва за Днепр и поэтому возникла необходимость продолжения активных действий на витебском, оршанском и могилёвском направлениях с целью сковывания основных сил группы армий «Центр». Проведением ряда операций, Калининский и Западный фронты выполнили поставленную задачу и не позволили противнику перебрасывать силы на южное направление, где решалась главная задача кампании.
8-го октября в числе первых 88-я дивизия вступила на белорусскую землю у погоста Фомина Дубровенского района Витебской области.

### Наступательная операция на оршанском направлении(12.10.1943 — 2.12.1943)
С завершением Смоленской наступательной операции Ставка Верховного Главнокомандования потребовала от командующих Западного, 1-го Прибалтийского, 2-го Прибалтийского и Белорусского фронтов провести новые наступательные операции на западном направлении с целью не дать фашистским войскам группы армий «Центр» возможности закрепиться на реках Сож и Днепр, прорвать оборону врага на витебско-полоцком и бобруйском направлениях, для того, чтобы выйти на рубеж Вильнюс, Минск, Слуцк.
Войска Западного фронта во исполнение указанных директив наступали на Оршанском направлении с 12 октября. По 18 октября войска стремились прорвать оборону противника, но не добились какого- либо результата, в ряде мест вклинившись в оборону группы армий «Центр» на 1—1,5 километра. Потери фронта: убитых — 5858 человек, раненых — 17 478 человек. Всего — 23 336 человек.
Наступление на Оршанском направлении возобновилось 21 октября. Продвижение фронта — от 4 до 6 километров. 26 октября наступление приостановлено. Потери советских войск: убитых — 4787 человек, раненых — 14 315 человек. Всего — 19 102 человека.
В третий раз возобновление наступления было осуществлено после двухнедельной подготовки и перегруппировки войск. Однако и оно привело к мизерному результату — с 14 по 19 ноября 1943 года войска продвинулись на запад всего от 1 до 4 километров. Наши потери: убитых — 9167 человек, раненых — 29 589 человек. Всего — 38 756 человек.
Последняя попытка наступления — с 30 ноября по 2 декабря, на тех же направлениях и теми же силами. Она также не дала никаких результатов. Вновь советские войска смогли добиться вклинения от 1 до 2 километров. Наши потери: убитых — 5611 человек, раненых — 17 259 человек. Всего — 22 870 человек. С 2 декабря войска фронта перешли к обороне для подготовки более мощного удара. Однако и через два месяца в результате следующей, Витебской операции, каких- либо успехов достигнуто не было.
88-я дивизия была введена в бой 23 октября после непродолжительного отдыха, вернувшись в состав 31-й армии (68-я армия была расформирована в начале ноября 1943 года). Ee полки встали на участке сёл Костино — Рябчево, где противник предпринял серию контратак вдоль шоссе Минск — Москва. Отразив контратаки, они в порядке улучшения позиций продвинулись до рубежа д. Кириева, с. Горманы Оршанского района Витебской области. На этом участке фронта дивизия находилась в обороне более 9-и месяцев, ведя кровопролитные позиционные бои. На подступах к Орше, превращённой гитлеровцами в мощный узел обороны на Минском направлении, местность была выгодной для противника. Здесь им были организованы несколько тактических зон обороны, сильные опорные пункты и узлы сопротивления. «Восточный вал», как называли этот оборонительный пояс гитлеровские генералы, считался ими неприступным. В октябре войска 31-й армии продвинулись вдоль автострады лишь на 5-8 километров. 14 ноября была предпринята ещё одна безуспешная попытка прорвать оборону противника на этом направлении. Не принесла успеха и частная наступательная операция, проведённая войсками 31-й армии с 22 по 27 февраля 1944 года в районе местечко Бабиновичи.

### Белорусская стратегическая наступательная операция(Операция «Багратион») (23.06.1944 — 29.08.1944)
По итогам неудач осеннего и зимнего наступлений Государственный Комитет Обороны разделил Западный Фронт на 2-й и 3-й Белорусские фронты. 31 Армия отошла в состав 3-го Белорусского Фронта под командованием генерал-полковника Ивана Даниловича Черняховского. С мая 1944 года армия занимала оборону от Осинстроя севернее автомагистрали Москва — Минск до деревни Ковшичи на реке Россасенка. Ширина участка обороны армии — 38 км. Правую часть от Осинстроя до деревни Кириева на автомагистрали должна была вскоре принять 11 Гвардейская армия. Слева соседом была 33 Армия 2-го Белорусского Фронта.
В мае войска армии получили пополнение, главным образом, из уроженцев Западной Украины, незадолго до этого освобождённой от оккупации. 30 мая Ставка ВГК утвердила план Белорусской наступательной операции под кодовым названием «Багратион». 3-му Белорусскому Фронту предстояло разгромить врага на витебском и оршанском направлениях, а затем наступая на Борисов, Минск, Молодечно, Вильнюс, Каунас, Лиду и Гродно, выйти к границе Восточной Пруссии. Для выполнения этих задач создавались две ударные группы; первая (39-я и 5-я армии) наносила удар из района западнее Лиозно в направлении Сенно, вторая (11-я гвардейская и 31-я армии) — вдоль минской автомагистрали на Борисов, и частью сил на Оршу.
2 июня генерал-полковник Черняховский определил задачи, роль и место войск 31 Армии в операции «Багратион». Ей предстояло прорвать оборону противника восточнее Дубровно на участке шириной 8 км. — деревня Кириева на автомагистрали Москва — Минск, деревня Загваздино. Затем, наступая по обоим берегам Днепра, разгромить во взаимодействии с 11-й гвардейской армией, оршанскую группировку войск противника и к исходу третьего дня наступления овладеть Оршей; в последующем — наступать вдоль автомагистрали на Борисов и Минск. За первые три дня боёв войска армии должны были сокрушить оборону врага и продвинуться на 30 км. Такую сложную боевую задачу им до этого выполнять не приходилось.
На 1 июня 1944 года в дивизии было 4817 человек. К началу наступления личный состав довели до 6321 человека. 88 стрелковая дивизия входила в состав 71 стрелкового корпуса (командующий — генерал-лейтенант Пётр Кириллович Кошевой) 31 Армии генерал-лейтенанта Василия Васильевича Глаголева.
31 армия наносила удар правым флангом вдоль северного берега Днепра на Оршу. Главный удар наносился шестью дивизиями 71‑го и 36‑го стрелковых корпусов, а вспомогательный удар — двумя дивизиями 113‑го стрелкового корпуса в полосе 23 километра по фронту. Полоса наступления 88-й стрелковой дивизии пролегала вдоль Минского шоссе и южнее него. Армия, находясь в стороне от направления главного удара, не получила в своё распоряжение мощной артиллерии прорыва (имея только 102 орудия и миномёта на километр фронта) и располагала довольно ограниченными силами. Лишь хорошая организация позволила ей взломать оборону противника. Действия 71 стрелкового корпуса (88-я и 331-я сд) поддерживала 231-я танковая бригада, имевшая в своём составе 34 танка Т-34, 7 — Т-60, 3 самоходных артиллерийских установки СУ-76, 3 — СУ-122. Авиационную поддержку войскам армии должны были осуществлять 3‑й штурмовой авиационный корпус и 2‑й истребительный корпус.
Перед началом наступления необходимо было перегруппировать войска армии. 88 дивизия, занимавшая до этого оборону севернее железной дороги Минск — Смоленск, сдала позиции частям 11 Гвардейской армии и заняла свою полосу наступления по северному берегу Днепра. Со стороны противника здесь оборонялась 25-я моторизованная дивизия. 20-21 июня 88 стрелковая, как и все остальные дивизии 31 армии, провела разведку боем с целью выявления переднего края обороны противника. Однако атака 88 стрелковой дивизии успехом не увенчалась, упёршись в проволочное заграждение. Поэтому непосредственно перед наступлением было проделано 28 проходов в минных полях и проволочных заграждениях. Проволоку в целях маскировки только разъединяли. Для преодоления противотанкового рва заготовили 172 штурмовых лестницы и 24 штурмовых мостика.
Операция «Багратион» на данном участке фронта началась утром 23 июня 1944 года после 2,5 часов артиллерийской подготовки. Ещё во время работы артиллерии первые эшелоны дивизии двинулись к позициям врага, чтобы сократить промежуток времени между концом артподготовки и атакой. Части дивизии совместно с 13 отдельным штурмовым стрелковым батальоном взломали передний край обороны противника, очистили район леса, в котором находились позиции немцев, и, отразив контратаки противника с участием танков и САУ, продвинулись на несколько километров.
На второй день операции сопротивление противника возросло. Прорыв первой полосы обороны принял затяжной характер. Грамотно взаимодействуя, стрелковым дивизиям и 213-й танковой бригады всё же удалось в этот день завершить прорыв оборонительного рубежа. 88-я стрелковая дивизия 24 июня овладела опорным пунктом противника — Гуры. Потери за первые два дня наступления составили около 1000 человек убитыми и ранеными.
25 июня после взлома обороны продвижение заметно ускорилось. 88-я дивизия, наступая вдоль железной дороги, продвинулась до населённого пункта Голяши. Дальнейшее наступление армии было остановлено двумя дивизиями противника, выдвинувшимися из глубины. Погодные условия помешали действиям авиации, не дав оказать серьёзную поддержку наступающим войскам.
26 июня из-за угрозы обхода с севера 11-й гвардейской армией немцы начали отвод войск перед фронтом 31-й армии к Орше. В течение дня 88-я стрелковая дивизия продвинулась на 15 км и захватила переправы на реке Оршица. В этот момент генерал В. В. Глаголев ввёл в бой все имеющиеся резервы.
27 июня совместным ударом 11-й гвардейской армии с севера и запада, 71-го и 36-го стрелковых корпусов 31-й армии с востока и северо-востока была освобождена Орша. Разбитые части 25-й моторизованной и 78-й пехотной дивизий не смогли закрепиться на подготовленных рубежах вокруг Орши и были выбиты из города. К вечеру 88-я дивизия вышла в район Червень в 5 км южнее Орши. В честь освобождения Орши в Москве был дан салют двадцатью артиллерийскими залпами из 224 орудий. Войскам 31-й армии объявлена благодарность Верховного Главнокомандующего.
С этого момента 31-я армия без оперативной паузы преследовала разбитые части противника, отходившие в западном и юго-западном направлении. На борисовском направлении противник выдвигал до шести пехотных и одну танковую дивизию. 28 июня командующий 3-м Белорусским фронтом Черняховский приказал войскам 31 армии форсировать Березину в районе Борисова, овладеть им и наступать на Минск с востока. 28 июня 71 стрелковый корпус вышел к реке Друть, 29 июня — к реке Бобр, а уже 30 июня — к реке Березина. 1 июля, форсировав Березину в районе Большой Ухолоды, дивизии 71 стрелкового корпуса ударом с юга овладели Борисовым. 88 стрелковая дивизия действовала во втором эшелоне корпуса. 2 июля, продвигаясь за танкистами 2-го гвардейского танкового корпуса, 71 стрелковый корпус прошёл около 40 км.
Не задерживаясь в Минске, главные силы дивизий 71-го и 36-го стрелковых корпусов прошли до конца дня 3 июля на запад 20—25 км. Дальнейшее наступление развивалось в маршевых колоннах. Дивизии 71 и 36 стрелковых корпусов до 9 июля продвигались на запад почти без соприкосновения с противником. До выхода на рубеж реки Жижма передовые отряды на автомашинах догоняли отступавшие разрозненные части противника и добивали их в скоротечных боях. Имея танки и самоходную артиллерию, они отрывались от главных сил на десятки километров, вступая в бой с резервами противника, подходившими из Германии. К исходу 4 июля 88 сд вошла в Заславль, к исходу 6 июля — в Першайе, а к 8 июля вышла к реке Гавья, пройдя за 6 дней около 150 км.
Перед войсками 31-й армии на второй этап операции были поставлены боевые задачи: во взаимодействии с 3-м гвардейским кавалерийским корпусом и 2-м гвардейским танковым корпусом, не дожидаясь подхода 33-й армии, продолжать наступление и овладеть городом и железнодорожным узлом Лида; в дальнейшем, взаимодействуя с войсками 2-го Белорусского фронта, освободить Гродно, форсировать реку Неман и выйти на государственную границу СССР.
9 июля передовой отряд 88 стрелковой дивизии сломил сопротивление батальона фашистской пехоты, окопавшегося на западном берегу Жижмы, форсировал её и овладел несколькими населёнными пунктами.
Форсировав реку Жижма, дивизии 71 стрелкового корпуса, не снижая темпа, непрерывно преследовали отходящие части противника и, сбивая заслоны из отдельных батальонов противника, двигались на запад. Командарм поставил задачу корпусу к исходу дня 10 июля выйти на рубеж Мадюши, Магуны, Радунь, отстоящий примерно в 50 км северо-западнее города Лида
12 июля 88-я сд вместе с 192-й стрелковой дивизией овладела станцией Марцинканце. Уже на подступах к реке Неман сопротивление немецких войск стало усиливаться. 14 июля дивизия вышла к Неману у Друскининкая, к 13 часам дня сломила сопротивление противника и овладела городом. Командир дивизии оставил в городе один стрелковый полк, а остальные повернули на юг. Они выбили гитлеровцев из населённых пунктов Шандубра и Привалка, отбросив их с восточного берега Немана. Но к концу дня командир корпуса приказал дивизии сосредоточиться в Друскининкае для усиления обнажившегося правого фланга армии. 15 июля, форсировав Неман на широком фронте (Друскининкай, село Дзирже и южнее), 88 стрелковая начала наступление с захваченного плацдарма.
Полоса действий 31-й армии с 16 июля была сдвинута на 20 км севернее. Разграничительные линии проходили: справа с 11-й гвардейской армией — от Рудни на Журачишки, Меречь, Крикштаны, Бурбишки, Лаздияй, Филипув; слева с 50 армией — от Василишки на Нова Двур, Нова Руда, Сопоцкин, Августовский канал, Штрадаунен. С 17 июля войска армии перешли в дальнейшее наступление по этой полосе. Однако за Неманом продвижение сильно замедлилось. Немецкое командование стянуло к данному участку, где советские войска вышли непосредственно к границам Германии, крупные силы. Противник закреплялся в межозёрных дефиле. Центр и левый фланг 31 армии подвергался постоянным контратакам с участием большого количества танков. Активизировались и действия фашистской авиации. Группы по 8—15 немецких самолётов весь день бомбили боевые порядки войск и переправы через Неман.
Дивизии 71 корпуса втянулись в Августовские леса. 17 июля корпус ударил по левому флангу группировки противника силами 88-й дивизии южнее Бартошуны и 331 дивизией на Думблянце и Концово. 20 июля было принято решение о переходе к обороне. 88-я стрелковая дивизия перешла к обороне на участке Бертеле, Юшканцы.
29 июля 1944 года наступление 31-й армии возобновилось. С 29 июля по 7 августа 31-я армия продвинулась в северо-западном направлении на Сувалки на 45 км, после чего была вынуждена перейти к обороне. Задача выхода к границам Восточной Пруссии выполнена не была из-за сильного сопротивления противника. Войска армии, пройдя за месяц более 500 км, сильно устали, большое количество необученного пополнения из освобождённых территорий Белоруссии и отставание тылов стали критическими.

### Гумбиннен-Гольдапская наступательная операция(16.10.1944 — 30.10.1944)
К концу августа 1944 года 31 Армия вышла на рубеж фронтом около 60 км: Граювка, Любов, восточные берега озёр Шельмент, Перты, Вигры, Тоболово, озеро Сервы, деревня Суха Жечка, — и правым флангом практически вплотную подошла к границам Восточной Пруссии.
Целью предстоящего наступления в Восточной Пруссии было — оттянуть резервы немецких войск с берлинского направления на кёнигсбергское, создав выгодные условия для последующего наступления в Польше.
3 октября 1944 года Ставка Верховного Главнокомандования приказала командующему 3 Белорусским фронтом во взаимодействии с 1 Прибалтийским фронтом разгромить тильзитско-инстербургскую группировку противника, и овладеть районом Кёнигсберга. Ближайшей задачей 3 Белорусского фронта был прорыв приграничной обороны врага, разгром противостоящей группировки и овладение рубежом Инстербург, Даркемен, Гольдап. Глубина операции составляла 70 км.
39-я и 31-я армии, действовавшие на флангах основной ударной группировки фронта, расширяли фронт прорыва и содействовали общему успеху операции. 31 армии предстояло прорвать оборону противника на участке южнее Граювка с выходом на рубеж Гольдап, Тройбург и, сковывая противника во всей полосе своих боевых действий, обеспечить основную ударную группировку фронта с юга. Полоса обороны армии к 7 октября была расширена до 80 км. Разграничительная линия с действовавшей на правом фланге 11-й гвардейской армией: Людвинов, Россь, Граювка, Крагиннен, Гольдап, Бенкхайм
Перед фронтом армии оборонялись 547-я, 131-я, 170-я и 558-я пехотные дивизии вермахта, а также четыре штурмовых батальона 4-й армии. Общая численность личного состава противника достигала 21000 человек. Их поддерживало около 200 орудий полковой и противотанковой, около 200 орудий дивизионной артиллерии, более 190 миномётов, 30 танков и 40 штурмовых орудий.
31 армия, с другой стороны, понесла значительные потери во время летнего наступления и располагала небольшим численным превосходством в живой силе (личный состав насчитывал немногим больше 30000 человек), а в артиллерии и танках — уступала противнику.
71 стрелковому корпусу было приказано прорвать оборону противника на участке в 6 км (Граювка, Раудондварис). Корпус получил наибольшее усиление по армии — 2 артиллерийских полка, миномётный полк, самоходный артиллерийский полк, полк реактивной артиллерии, 3 отдельных батальона фугасных огнемётов и 2 штурмовых инженерных батальона. За счёт значительного оголения всего участка обороны армии здесь достигли плотности на 1 км фронта прорыва 42 орудий дивизионной и армейской артиллерии, 69 орудий полковой артиллерии и миномётов. Однако для прорыва обороны противника этого было всё ещё недостаточно.
Главный удар на участке прорыва корпус наносил 88-й, 331-й стрелковыми дивизиями и 306-м стрелковым полком 62-й дивизии, выстроив боевой порядок ударной группировки в два эшелона. 88-й стрелковой дивизии и 306-му стрелковому полку 62-й дивизии предстояло наступать в первом эшелоне. После взлома обороны войска корпуса должны были расширить прорыв в общем направлении на Вижайны и развивать успех в юго-западном и южном направлениях.
В связи с недостатком артиллерии командарм обратился с просьбой к командующему фронтом поддержать наступательные действия армии авиацией. В ночь на 17 октября в полосе действий армии штурмовая и бомбардировочная авиация фронта нанесли удары по скоплениям пехоты и огневым позициям артиллерии противника, но уже с утра 17 октября основные силы авиации переключились на главное направление наступления фронта.
В ночь на 15 октября войска скрытно произвели перегруппировку. 88-я дивизия и 306-й стрелковый полк 62-й дивизии заняли исходное положение для наступления на участке, принятом от 11-й гвардейской армии.
17 октября 1944 года в 8 часов 45 минут началась 65-минутная артиллерийская подготовка на участке прорыва 31 армии. Затем стрелковые полки 88-й и 62-й дивизий перешли в атаку. Овладев первой и второй позициями главной полосы обороны противника, они к 14 часам выполнили ближайшую задачу. С утра 18 октября, отбивая контратаки пехоты, танков и штурмовых орудий противника, 88-я и 331-я стрелковые дивизии продолжили наступление. В 14 часов они первыми из войск 31-й армии перешли довоенную границу Германии южнее Виштынецкого озера. К концу дня 20 октября оборона противника была прорвана на 50 км по фронту и до 40 км в глубину. 88 и 331 стрелковые дивизии преодолели несколько рядов проволочных заграждений, находящихся под током высокого напряжения, и уничтожили заблокированные в 13 дотах вражеские гарнизоны. Отбивая постоянные контратаки противника, они овладели городами Пелкавен и Шитткемен.
К утру 20 октября противник перебросило в полосу действий 31-й армии 367-ю пехотную дивизию из-под города Ломжа, а затем 4-ю кавалерийскую бригаду из района Августова. 611-й стрелковый полк 88-й дивизии 21 октября вошёл в Роминтенский лес, глубиной 28 км и шириной по фронту 15 км. Вскоре авангард полка натолкнулся на сильный заслон, численностью более батальона пехоты. Сильный артиллерийско-пулемётный огонь врага заставил полк окопаться. В тыл противнику отправили роту старшего лейтенанта Г. Васильева. Одновременной с ней атакой основных сил по фронту, враг был почти полностью уничтожен.
В ночь на 23 октября 88-я стрелковая дивизия завязала уличные бои в городе Гольдап. На рассвете город был полностью очищен от фашистских войск. Основная масса жителей была эвакуирована из него ещё 21 октября.
Взяв оперативную паузу для подготовки к новой наступательной операции, генерал армии Черняховский приказал войскам 3-го Белорусского фронта перейти к обороне. 31-я армия остановилась на рубеже Гольдап, Буткунен, река Иорке, Филипув, река Роспуда до Августова.
С 24 октября по 3 ноября 31 армия вела на правом фланге тяжёлые бои со вражескими войсками, пытавшимися вновь овладеть Гольдапом. Отдельные высоты и участки в полосах обороны 88-й и 331-й стрелковых дивизий неоднократно переходили из рук в руки.
Днём 3 ноября двумя пехотными полками только что прибывшей 50 пехотной дивизии совместно с 35 танками и штурмовыми орудиями немцы атаковали части 88 стрелковой дивизии. Одновременно они нанесли сильный удар по частям соседа справа — 84-й гвардейской дивизии 11-й Гвардейской армии. Им удалось прорвать оборону 245 Гвардейского стрелкового полка и выйти на западный берег озера Гольдап. Части 84-й дивизии отошли на восточный берег озера. Это поставило в тяжёлое положение 611-й стрелковый полк 88-й дивизии, оборонявший западные окраины города Гольдап и сильно ослабленный предыдущими боями. 3-я армия совершенно не имела свободных резервов, чтобы предотвратить эту угрозу.
К вечеру 3 ноября противнику удалось прорваться восточнее города. Одновременно силами до двух пехотных полков с 16 танками и самоходными орудиями, поддержанными 20 артиллерийскими и 16 миномётными батареями, немцы атаковали левофланговый 758-й стрелковый полк 88-й дивизии и оттеснили его к Буткунену. Введённый в бой 426-й стрелковый полк из второго эшелона дивизии при поддержке 959-го самоходного, 529-го армейского и 3-го гвардейского истребительных противотанковых полков остановил продвижение противника. 611-й стрелковый полк оказался в окружении, связь с ним прервалась.
4 ноября полки 88-й и 331-й дивизий неоднократно пытались прорваться в Гольдап и соединиться с 611-м стрелковым полком, но каждый раз натыкались на плотный заградительный огонь артиллерии, миномётов и пулемётов. Генерал армии Черняховский приказал командующим 11-й гвардейской и 31-й армий 5 ноября совместным ударом с северо-востока деблокировать 611-й стрелковый полк. Однако, по приказу Ставки ВГК 31-й армии пришлось перейти к жёсткой обороне на рубеже южный берег озера Гольдап, Буткунен, Регеллен, Млиникен, Гарбассен, Мирунскен и далее по реке Роспуда. 611-й стрелковый полк с 5 ноября по приказу командования мелкими группами выходил из окружения и вскоре большая его часть присоединилась к 88 дивизии.
Данная операция является первой попыткой советских войск разгромить восточно-прусскую группировку противника и выйти к Кёнигсбергу. В ходе операции удалось прорвать несколько оборонительных рубежей, вступить в Восточную Пруссию, достичь глубоко продвижения советских войск. В ходе операции Красная армия продвинулась на 50-100 километров, освободила свыше 1000 населённых пунктов, прорвала на разных направлениях от одного до трёх рубежей противника. В результате, боевые действия были перенесены на территорию Восточной Пруссии. Данная операция отличалась крайне ожесточёнными сражениями по всей линии фронта. Потери РККА за 14 дней сражения были очень велики и составили 79 527 человек, из них безвозвратные — 16 819 человек, санитарные — 62 708 человек. Было потеряно 127 танков и САУ, 130 противотанковых орудий и много другой боевой техники. Потери противника оценивались советской стороной в 40 000 человек убитыми и в 600 танков.

### Восточно-Прусская стратегическая наступательная операция(13.01.1945 — 25.04.1945)
В Восточно-Прусской операции войскам 3 Белорусского фронта предстояло преодолеть Мазурские озёра, где немцы выстроили оборонительные полосы.
31 Армии должна была прочной обороной обеспечить наступление ударной группировки фронта, а с выходом на рубеж Гумбиннен, Даркемен, в свою очередь, перейти в решительное наступление. Разграничительные линии: справа со 2-й гвардейской армией — Гольдап, Иаусвальде, Бартенштейн; слева с 50-й армией 2-го Белорусского фронта — Штрадаунен, Райн, Хайльсберг. Накануне Восточно-Прусской операции 31 Армия была сильным объединением, в 75000 человек личного состава, из которых около 58000 в боевых соединениях и частях. Артиллерийский парк насчитывал примерно 650 полевых орудий и 600 миномётов. Стрелковые дивизии, при тогдашнем штате в 9500 человек, были укомплектованы личным составом на 55—70 %.
Командование армией принял генерал-лейтенант П. Г. Шафранов. На 71 стрелковый корпус вместо генерал-лейтенанта Кошевого встал генерал-майор С. А. Князьков.
Войска 2 Белорусского фронта с 14 по 18 января прорвали оборону врага южнее Мазурских озёр и развили стремительное наступление к побережью Балтийского моря, пытаясь отсечь восточно-прусскую группировку от центральных районов Германии.
Не дожидаясь выхода ударной группировки 3-го Белорусского фронта на линию Гумбиннен, Даркемен, командарм 31-й армии с одобрения командующего фронтом решил немедленно начать наступление. Боевой порядок армии строился в два эшелона — 2 стрелковых корпуса в первом и 1, — во втором с выделением в армейский резерв стрелковой дивизии. 71-му корпусу, усиленному армейским миномётным, 2 истребительными противотанковыми и 2 самоходными артиллерийскими полками, огнемётным батальоном и 3 отдельными инженерно-сапёрными батальонами, предстояло прорывать оборону противника на участке Гольдап, Регеллен и наступать в направлении Бенкхайм, Ангербург, а частью сил совместно с соединениями 2-й гвардейской армии овладеть городом Гольдап. Действия 71 корпуса поддерживала артиллерийская группа в составе 140 армейской пушечной артбригады, 728 артполка, двух полков 35-й истребительной противотанковой бригады и 72-го гвардейского миномётного полка.
Утром 22 января 1945 года 31-я армия перешла в наступление. 220-я и 54-я стрелковые дивизии 71-го стрелкового корпуса прорвали оборону противника на участке Ной Буткунен, Регеллен. 220-я дивизия в тот же день овладела Гольдапом. К исходу дня основными силами корпус вышел к Скетшену и завязал бой за Грабовен.
24 января войска армии продвинулись на 20—25 км, заняв город Ангербург. В центре они вышли к Мазурским озёрам. До конца января, ломая сопротивление врага, соединения и части армии продолжали движение вперёд. Для 31 Армии возникла возможность ударом из Хайльсберга на Ландсберг выйти в тыл укреплениям «Хайльсбергского треугольника». 331-я стрелковая дивизия во взаимодействии с 88 дивизией 71 корпуса и при поддержке 337-го тяжёлого, 926-го, 959-го самоходных артиллерийских полков и 140-й армейской пушечной артиллерийской бригады наступала вдоль шоссе Хайльсберг — Ландсберг с целью овладеть городом Ландсберг. Действуя на самостоятельном направлении, эти войска составили временную группу во главе с командиром 331-й дивизии генерал-майором П. Ф. Берестовым.
331 дивизия в полдень 2 февраля двумя стрелковыми полками завязала бой на западной и юго-западной окраинах города, а одним полком прикрывала дорогу Хайльсберг — Ландсберг в районах Воркайма, Хаусхагена и Хоф. 88 дивизия вышла на северную и северо-восточную окраины города. К исходу дня 331-я и 88-я стрелковые дивизии штурмом полностью овладели Ландсбергом.
Группа войск генерала Берестова оказалась в сложном положении. В первые дни она расширила занятый район: 88-я стрелковая дивизия — на северо-восток до Клайна, Пайстена и Войманса; 331-я стрелковая дивизия — на северо-запад и запад до Паустерна и Буххольца. Однако противник, начиная с 3 февраля, настойчиво пытался отбить Ландсберг. 3 февраля 88-я стрелковая дивизия отбила пять контратак. 4 и 5 февраля непрерывные вылазки вражеских частей продолжались из лесов северо-западнее Пайстена и севернее Ландсберга. 331-я стрелковая дивизия отбила 3 февраля все атаки, но 4 февраля вынуждена была оставить Буххольц. Во второй половине 5 февраля части дивизии были одновременно атакованы превосходящими силами пехоты с 80 танками из Паустерна, Буххольца и Хофа. К вечеру 5 февраля бои шли уже на окраинах Ландсберга; противник пересёк шоссе Хайльсберг — Ландсберг и отрезал находившихся в Ландсберге от тылов.

## Полное название
88-я стрелковая Витебская Краснознамённая орденов Суворова и Кутузова дивизия

## Состав
- 426-й стрелковый полк
- 611-й стрелковый полк
- 758-й стрелковый полк
- 401-й артиллерийский полк
- 269-й отдельный истребительно-противотанковый дивизион
- ?-й отдельный пулемётный батальон (август 1942)
- 88-й учебный батальон
- 147-я отдельная разведывательная рота
- 222-й отдельный сапёрный батальон
- 221-й отдельный батальон связи (221-я отдельная рота связи)
- 288-й медико-санитарный батальон
- 128-я отдельная рота химический защиты
- 598-я автотранспортная рота
- 489-я полевая хлебопекарня
- 1004-й дивизионный ветеринарный лазарет
- 1596-я полевая почтовая станция
- 1642-я полевая касса Госбанка

## Подчинение
| Дата       | Фронт (округ)         | Армия      | Корпус                  | Примечания                                                                    |
| ---------- | --------------------- | ---------- | ----------------------- | ----------------------------------------------------------------------------- |
| 01.04.1942 | МВО                   | -          | -                       | 29.04.1942 Сформирована в Кимрах на базе 39-й стрелковой бригады.             |
| 01.05.1942 | МВО                   | -          | -                       | Кимры                                                                         |
| 01.06.1942 | МЗО                   | -          | -                       | Кимры                                                                         |
| 01.07.1942 | МВО                   | 4-я РА     | -                       | Сухиничи. 4-я резервная армия, Резерв Ставки ВГК.                             |
| 01.08.1942 | Западный фронт        | 31-я армия | -                       | -                                                                             |
| 01.09.1942 | Западный фронт        | 31-я армия | -                       | -                                                                             |
| 01.10.1942 | Западный фронт        | 31-я армия | -                       | -                                                                             |
| 01.11.1942 | Западный фронт        | 31-я армия | -                       | -                                                                             |
| 01.12.1942 | Западный фронт        | 31-я армия | -                       | -                                                                             |
| 01.01.1943 | Западный фронт        | 31-я армия | -                       | -                                                                             |
| 01.02.1943 | Западный фронт        | 31-я армия | -                       | -                                                                             |
| 01.03.1943 | Западный фронт        | 31-я армия | -                       | -                                                                             |
| 01.04.1943 | Западный фронт        | 31-я армия | -                       | -                                                                             |
| 01.05.1943 | Западный фронт        | 31-я армия | -                       | -                                                                             |
| 01.06.1943 | Западный фронт        | 31-я армия | -                       | -                                                                             |
| 01.07.1943 | Западный фронт        | 31-я армия | 45-й стрелковый корпус  | -                                                                             |
| 01.08.1943 | Западный фронт        | 31-я армия | 45-й стрелковый корпус  | -                                                                             |
| 01.09.1943 | Западный фронт        | 31-я армия | 45-й стрелковый корпус  | 45 ск передан в 68-ю армию 18-20.09.1943                                      |
| 01.10.1943 | Западный фронт        | 68-я армия | 45-й стрелковый корпус  | -                                                                             |
| 01.11.1943 | Западный фронт        | 31-я армия | 45-й стрелковый корпус  | -                                                                             |
| 01.12.1943 | Западный фронт        | 31-я армия | 45-й стрелковый корпус  | -                                                                             |
| 01.01.1944 | Западный фронт        | 31-я армия | 114-й стрелковый корпус | -                                                                             |
| 01.02.1944 | Западный фронт        | 31-я армия | -                       | -                                                                             |
| 01.03.1944 | Западный фронт        | 31-я армия | 71-й стрелковый корпус  | -                                                                             |
| 01.04.1944 | 3-й Белорусский фронт | 31-я армия | -                       | Указом ГКО от 11.04.1944 Западный фронт преобразован во 2-й и 3-й Белорусские |
| 01.05.1944 | 3-й Белорусский фронт | 31-я армия | 71-й стрелковый корпус  | -                                                                             |
| 01.06.1944 | 3-й Белорусский фронт | 31-я армия | 71-й стрелковый корпус  | -                                                                             |
| 01.07.1944 | 3-й Белорусский фронт | 31-я армия | 71-й стрелковый корпус  | -                                                                             |
| 01.08.1944 | 3-й Белорусский фронт | 31-я армия | 71-й стрелковый корпус  | -                                                                             |
| 01.09.1944 | 3-й Белорусский фронт | 31-я армия | -                       | -                                                                             |
| 01.10.1944 | 3-й Белорусский фронт | 31-я армия | -                       | -                                                                             |
| 01.11.1944 | 3-й Белорусский фронт | 31-я армия | 71-й стрелковый корпус  | -                                                                             |
| 01.12.1944 | 3-й Белорусский фронт | 31-я армия | -                       | -                                                                             |
| 01.01.1945 | 3-й Белорусский фронт | 31-я армия | 71-й стрелковый корпус  | -                                                                             |
| 01.02.1945 | 3-й Белорусский фронт | 31-я армия | 71-й стрелковый корпус  | -                                                                             |
| 01.03.1945 | 3-й Белорусский фронт | 31-я армия | 71-й стрелковый корпус  | -                                                                             |
| 01.04.1945 | 1-й Украинский фронт  | 31-я армия | 71-й стрелковый корпус  | С 2.04.1945 передислокация в 1-й Украинский фронт                             |
| 01.05.1945 | 1-й Украинский фронт  | 31-я армия | 71-й стрелковый корпус  | -                                                                             |

## Командование

### Командиры
- 01.04.1942 — 09.08.1943 полковник Болотов, Андрей Филиппович
- 12.08.1943 — 03.10.1943 полковник Буланов, Гавриил Алексеевич
- 09.10.1943 — 19.12.1944 полковник Ковтунов, Фёдор Трофимович
- 19.12.1944 — 25.01.1945 полковник Кузенный, Алексей Авксентьевич
- 25.01.1945 — 13.02.1945 полковник Лобанов, Иван Сергеевич
- 13.02.1945 — 27.02.1945 полковник Мальцев, Андрей Прокофьевич
- 28.02.1945 — 11.05.1945 генерал-майор Самохвалов, Никита Сергеевич

### Заместители командира
- ??.07.1942 — ??.09.1942 подполковник Полевик, Василий Алексеевич
- ??.10.1943 — 11.01.1944 полковник Голубев, Дмитрий Иванович

### Начальники штаба
- 29.04.1942 — ??.07.1942 подполковник Полевик, Василий Алексеевич
- ??.06.1943 — 05.02.1944 полковник Донец, Александр Алексеевич
- ??.07.1944 — ??.07.1944 полковник Хаустович, Пётр Сильверстович

## Награды и наименования
| Награда (наименование)            | Дата                                                          | За что награждена |
| --------------------------------- | ------------------------------------------------------------- | --- |
| Почётное наименование «Витебская» | Приказ Верховного Главнокомандующего СССР от 26.06.1944 года  | За отличие в боях при прорыве Витебского укреплённого района и освобождении города Витебск.                                                                                       |
| Орден Красного Знамени            | Указ Президиума Верховного Совета СССР от 23 июля 1944 года   | За успешное выполнение заданий командования в боях с немецкими захватчиками, за овладение столицей Советской Белоруссии городом Минск и проявленные при этом доблесть и мужество. |
| Орден Суворова II степени         | Указ Президиума Верховного Совета СССР от 14 ноября 1944 года | За образцовое выполнение боевых заданий командования при прорыве обороны немцев и вторжении в пределы Восточной Пруссии, проявленные при этом доблесть и мужество.                |
| Орден Кутузова II степени         | Указ Президиума Верховного Совета СССР от 26 апреля 1945 года | За образцовое выполнение заданий командования в боях с немецкими захватчиками при овладении городом Хайлигенбайль и проявленные при этом доблесть и мужество.                     |

Награды частей дивизии:
- 426-й стрелковый Минский[5] Краснознамённый[6] ордена Александра Невского[7] полк
- 611-й стрелковый Минский[5] ордена Александра Невского[6] полк
- 758-й стрелковый Минский[5] орденов Кутузова[7] и Александра Невского[6] полк
- 401-й артиллерийский Неманский полк
- 222-й отдельный сапёрный ордена Александра Невского[7] батальон
- 221-й отдельный ордена Красной Звезды[7] батальон связи

## Отличившиеся воины
Герои Советского Союза:
- Елгин, Андрей Николаевич, старший сержант, командир отделения роты автоматчиков 611-го стрелкового полка.
- Лазьков, Николай Михайлович, сержант, командир отделения взвода разведки 222-го отдельного сапёрного батальона.
- Никандрова, Анна Алексеевна, старший лейтенант, комсорг 426-го стрелкового полка.

 Кавалеры ордена Славы трёх степеней:
- Бардин, Владимир Васильевич, старшина, помощник командира взвода 147 отдельной разведывательной роты .
- Колесник, Владимир Трофимович, старший сержант, командир отделения связи 426 стрелкового полка.
- Смышляев, Евгений Васильевич, ефрейтор, командир расчёта 76-мм пушки 426 стрелкового полка.

## Память
- В память о 88-й стрелковой дивизии, 9 мая 1980 г. в школе № 14 г. Кимры была установлена мемориальная доска.